# Косицино (Белгородская область)
Косицино — село в составе Ниновского сельского поселения Новооскольского района Белгородской области. Село расположено в семи километрах от административного центра г. Новый Оскол. Население — ↘164 человека.

## Этимология
О происхождении названия существует много версий. Первая: в селе жило целое поколение косцов, которые были знамениты на весь район. Вторая версия: в 18 веке село было одним из поместий помещика Косицина.

## География
Село Косицино окружено тремя лиственными лесами, каждый из которых имеет название — Свешник, Осадчий, Косицинская Яруга.

## Население
| 2002 | 2010 |
| ---- | ---- |
| 217  | ↘164 |

По документам переписи 1862 года в деревне Касицина было 31 двор и 202 жителя.